# Port lotniczy Yangyang
Port lotniczy Yangyang (IATA: YNY, ICAO: RKNY) – port lotniczy położony w mieście Gangneung, w Korei Południowej.